# Gyilkos (bulvárlap)
Gyilkos – riportlap Kolozsvárt 1921 és 1940 júniusa között, Győri Illés István szerkesztésében. Fő irányvonalát illetően a bulvársajtó jellegzetes képviselője. 1925 szeptemberétől képes színházi melléklettel bővült, 1927 februárjától 1931 novemberéig szünetelt, ill. 1929 augusztusában a Rendkívüli Újságot folytató Figaróval egyesülve jelent meg.

## Címváltozásai
- Gyilkos – Erdélyi Színházi Élet (1923–26);
- Kurír – Erdélyi Színházi Élet (1926);
- Gyil Erdélyi Kurírja (1927);
- Új Erdély (1934, 1936);
- Új Transzilvánia (1936–40).

## Szerepe a szépirodalomban
Gyakran közölt szépirodalmi alkotásokat, könyvismertetéseket, bírálatokat, interjúkat, irodalomtörténeti adalékokat is, többek közt Arató András, Baradlai László, Bartalis János, Benamy Sándor, Dsida Jenő, Finta Zoltán, Franyó Zoltán, Gaál Gábor, Hajnal László, Kádár Imre, Károly Sándor, Kibédi Sándor, Korvin Sándor, Ligeti Ernő, Markovits Rodion, Osvát Kálmán, Salamon Ernő, Salamon László, Serestély Béla, Szabó Imre, Szántó György, Szilágyi András, Tabéry Géza és Tamási Áron tollából.
Könyvkiadóként több kötet, köztük az Ecce homó! (így!) karikatúragyűjtemény kolozsvári és nagyváradi "görbetükörje" (Kolozsvár, 1923) és a Metamorphosis Transylvaniae (Kolozsvár, 1927) megjelenését a Gyilkos eredeti címén jegyezte.